# Piotr Mróz (filozof)
Piotr Mróz (ur. 8 kwietnia 1953 w Krakowie) – polski filozof, profesor nauk humanistycznych, kierownik Zakładu Filozofii Kultury w Instytucie Filozofii Uniwersytetu Jagiellońskiego, tłumacz, poliglota.

## Życiorys
W 1977 na Uniwersytecie Jagiellońskim obronił pracę magisterską z filologii angielskiej: Corridors of Power. An aesthetic study of Machiavellian and Erasmian Rulers in Shakespeare, napisaną pod kierunkiem Przemysława Mroczkowskiego (praca wydana w 1992). Magisterium z zakresu filozofii na podstawie pracy Surrealizm a filozofia: André Bretona przygoda z nadrzeczywistym (wydana 1998) uzyskał pod opieką promotorską Marii Gołaszewskiej w 1981. Doktorat, napisany również pod kierunkiem Marii Gołaszewskiej, obronił w 1987. Jego praca doktorska: Drogi nierzeczywistości, została poświęcona twórczości Jeana-Paula Sartre’a, a szczególnie jego estetyce.
Specjalizuje się w fenomenologii, filozofii egzystencji, estetyce, filozofii kultury. Rozprawę habilitacyjną poświęcił myśli Merleau-Ponty’ego (Sztuka jako projekt. Filozofia i estetyka Maurice’a Merleau-Ponty’ego, 2003), a następnie zajął się estetyką Sorena Kierkegaarda (Soren Kierkegaard i sztuka niemożliwa, 2013). Został kierownikiem Zakładu Filozofii Kultury w Instytucie Filozofii Uniwersytetu Jagiellońskiego. Jako nauczyciel akademicki prowadzi popularne i uczęszczane kursy, cieszące się niesłabnącym zainteresowaniem kolejnych pokoleń studentów. Kursy te są przede wszystkim poświęcone egzystencjalizmowi, głównym teoriom filozofii kultury oraz wątkom filozoficznym w literaturze pięknej. Piotr Mróz był także profesorem wizytującym na szeregu zachodnioeuropejskich, jak i innych uniwersytetów, w tym m.in. Uniwersytetu w Lagos w Nigerii, gdzie poznał jednego z uczniów Heideggera profesora Jima Unaha. Ponadto od drugiej połowy lat 90. prowadzi na Uniwersytecie Jagiellońskim i innych krakowskich uczelniach kursy w językach angielskim i hiszpańskim dla studentów zagranicznych.
Regularnie publikuje artykuły w serii Analecta Husserliana, czasopisma założonego przez Annę Teresę Tymieniecką, zawierającego teksty na temat badań fenomenologicznych. Brał również udział w organizowanych przez profesor Tymieniecką licznych konferencjach i seminariach.
Jest poliglotą; zna sześć języków obcych. W ciągu lat swojej działalności blisko współpracował z Marią Gołaszewską i Władysławem Strożewskim (uczniami Romana Ingardena); a także z Beatą Szymańską, Krystyną Wilkoszewską, Januszem Mizerą i Józefem Tischnerem. Przy różnych okazjach miał filozofów kultury z różnych krajów Europy i świata, w tym m.in.: Jacques’a Derridę (którego był osobistym tłumaczem podczas jego wizyty w Polsce), Josepha Beuysa czy Rogera Scrutona. Wraz z reżyserem teatralnym Grzegorzem Jarzyną uczestniczył w podróży przez Rosję, Mongolię, Chiny, Polinezję, Australię śladami Bronisława Malinowskiego. Wśród jego uczniów na UJ był m.in. Mateusz Górniak.
W 2024 ukazała się nakładem Księgarni Akademickiej praca Wokół filozofii kultury: tom jubileuszowy dedykowany Profesorowi Piotrowi Mrozowi z okazji Jego siedemdziesiątych urodzin pod redakcją Marcina Karasa i Jędrzeja Skibowskiego.

## Publikacje
Książki
- 1990: Sztuka a nierzeczywistość (wyd. PWN)
- 1992: Drogi nierzeczywistości: poglądy estetyczne Jean-Paul Sartre’a 1930–1960 (wyd. Uniwersytet Jagielloński)
- 1992: Filozofia sztuki (w ujęciu egzystencjalizmu) (wyd. Polska Akademia Nauk. Oddział w Krakowie)
- 1992: Corridors of power: an aesthetic study of the Machiavellian and Erasmian Rulers in Shakespeare (Zakład Estetyki Instytutu Filozofii Uniwersytetu Jagiellońskiego)
- 1997: Four essays in existentialism (Wydawnictwo Aureus)
- 1998: Surrealizm a filozofia: André Bretona przygoda z nadrzeczywistym (Wydawnictwo Aureus)
- 2002: Sztuka jako projekt: filozofia i estetyka Maurice’a Merleau-Ponty’ego (Księgarnia Akademicka, rozprawa habilitacyjna)
- 2013: Søren Kierkegaard i sztuka niemożliwa: poglądy estetyczne Kierkegaardowskich autorów pseudonimowych (Wydawnictwo Libron)
- 2017: From the Absurd to Revolt / De l'absurde a la revolte. Dynamics in Albert Camus’s thought / Dynamique de la pensée d’Albert Camus, redakcja, wraz z Maciejem Kałużą (Jagiellonian University Press)[3]

Przekłady
- Jean-Paul Sartre: Wyobraźnia (1998, wraz z Anną Śpiewak)
- Maria Gołaszewska: Aesthetics in Poland (1996)
- Jean-Paul Sartre: Byt i nicość (2007, wraz z Janem Kiełbasą, Rafałem Abracimów, Remigiuszem Ryzińskim, Pauliną Małochleb)
- Daisetz Teitaro Suzuki: Zen i kultura japońska (2009, wraz z Beatą Szymańską i Anną Zalewską)